# Mazaráki (ort i Grekland)
Mazaráki (Mazaraki) är en ort i Grekland.   Den ligger i prefekturen Nomós Ioannínon och regionen Epirus, i den nordvästra delen av landet, 300 km nordväst om huvudstaden Aten. Mazaráki ligger 409 meter över havet och antalet invånare är 196.
Terrängen runt Mazaráki är kuperad. Runt Mazaráki är det ganska glesbefolkat, med 21 invånare per kvadratkilometer. Närmaste större samhälle är Eleoúsa, 19,2 km sydost om Mazaráki. I omgivningarna runt Mazaráki växer i huvudsak blandskog.